# Umberto Veronesi
Umberto Veronesi (prononcé en italien [umˈbɛrto veroˈneːzi] ou [-ˈneːsi]), né le 28 novembre 1925 à Milan en Italie et mort le 8 novembre 2016 dans la même ville, est un oncologue et homme politique italien connu pour ses contributions à la prévention et au traitement du cancer du sein. Il obtient le 1er prix Galilée en 2007.

## Biographie
Umberto Veronesi est né à Milan le 28 novembre 1925.
Après avoir obtenu son diplôme de médecine et de chirurgie (1950), Umberto Veronesi a concentré ses études sur le domaine de l'oncologie. 
En 1975, il est devenu directeur de l' Institut national des tumeurs. En 1982 il a fondé l'École européenne d'oncologie (Eso) en 1982. Président de l'Organisation européenne pour la recherche et le traitement du cancer (1985-1988) et de la Fédération des sociétés européennes du cancer (1991-1993). 
Son activité clinique et de recherche s'est concentrée pendant plusieurs décennies sur la prévention et le soin du cancer. En particulier, il s'est occupé du carcinome mammaire. Umberto Veronesi a été le premier théoricien et un partisan de la quadrantectomie (it),.
Fondateur et président de la fondation (it) qui porte son nom, Umberto Veronesi a été directeur scientifique émérite de l'Institut européen d'oncologie, ainsi que de l'Institut national des tumeurs (it) de Milan de 1976 à 1994,.
Affilié au Parti démocrate italien, Umberto Veronesi a été sénateur et ministre de la Santé du 25 avril 2000 au 11 juin 2001 dans le gouvernement Amato II,.
À plusieurs occasions il a soutenu la supériorité intellectuelle et morale de la femme sur l'homme,,.
Il a également milité pour la défense des droits des animaux,.
Umberto Veronesi est mort à Milan le 8 novembre 2016,.

## Publications
- Da bambino avevo un sogno. Tra ricerca e cura, la mia lotta al tumore (2002) ;
- Una carezza per guarire (avec M. Pappagallo, 2004) ;
- L'ombra e la luce. La mia lotta contro il male (2005) ;
- Il diritto di morire (2005)
- Nessuno deve scegliere per noi (avec M. De Tilla, 2007) ;
- Apriamo le porte alla scienza (avec K. Kennedy, 2006) ;
- Che cosa sono gli organismi geneticamente modificati (avec C. Tonelli, 2007) ;
- L'uomo con il camice bianco (avec A. Costa, 2009) ;
- Dell'amore e del dolore delle donne (2010) ;
- La scelta vegetariana (avec M. Pappagallo, 2011) ;
- Longevità (2012) ;
- Il primo giorno senza cancro (2012) ;
- La dieta del digiuno (2013) ;
- Responsabilità della vita. Un confronto fra un credente e un non credente (avec G. Reale, 2013) ;
- Siate sani. Consigli e suggerimenti per vivere bene e a lungo (avec F. Morelli) 2014,
- L'eredità di Eva (avec M. Pappagallo), 2014 ;
- Il mestiere di uomo (2014) ;
- Il mio mondo è donna. I valori di una vita (avec M.G. Luini), 2015 ;
- Confessioni di un anticonformista (avec A. Chirico), 2015 ;
- I segreti della lunga vita. Come mantenere corpo e mente in buona salute (avecM. Pappagallo), 2015 ;
- Senza paura (avec G. Pravettoni), 2015[2].

## Distinctions
- 1995 : Docteur honoris causa de l'université d'Anvers[7]
- Chevalier grand-croix de l'ordre du Mérite de la République italienne[8].